# Aglona
Aglona är en stad i Lettland.
Aglona har en vacker katedral och klosteranläggning i naturskön omgivning. Katedralen uppfördes 1699. Till Aglona vallfärdar många av Lettlands romerska katoliker en gång om året i augusti. Aglona gästades 1993 av påve Johannes Paulus II. Inför dennes besök kalhöggs framsidan på träd, en åtgärd som i efterhand uteslutande har fördömts.